# Sieversia glacialis
Sieversia glacialis là loài thực vật có hoa trong họ Hoa hồng. Loài này được (Adams ex Fisch. & C.A. Mey.) R. Br. miêu tả khoa học đầu tiên năm 1823.